# Marsing
Marsing är en ort i Owyhee County i Idaho. Orten har fått sitt namn efter bosättarna Earl Q. Marsing och Mark Marsing. Marsing hade 1 031 invånare enligt 2010 års folkräkning.